# Futebol nos Jogos Olímpicos de Verão de 2012
O torneio de futebol nos Jogos Olímpicos de Verão de 2012 foi realizado em Londres e em diversas outras cidades do Reino Unido no período de 25 de julho a 11 de agosto. As finais de ambos torneios foram realizadas no Estádio de Wembley.
Associações afiliadas com a Federação Internacional de Futebol (FIFA) participaram de torneios classificatórios continentais e as qualificadas asseguraram o direito de enviar suas seleções masculinas sub-23 e femininas para participar. No torneio masculino é permitido a inclusão de três jogadores com idade acima de 23 anos, a critério de cada seleção. O torneio de futebol distribuiu um total de seis medalhas.
A final do torneio feminino foi entre Japão e Estados Unidos, com vitória da seleção dos Estados Unidos por 2–1. No torneio masculino a decisão foi entre Brasil e México, com a medalha de ouro indo para a seleção mexicana também com uma vitória de 2–1, mantendo a Seleção Brasileira sem um título olímpico no futebol.

## Calendário
|           | Julho | Julho | Julho | Julho | Julho | Julho | Julho | Agosto | Agosto | Agosto | Agosto | Agosto | Agosto | Agosto | Agosto | Agosto | Agosto | Agosto | Agosto |
| Futebol   | 25    | 26    | 27    | 28    | 29    | 30    | 31    | 1      | 2      | 3      | 4      | 5      | 6      | 7      | 8      | 9      | 10     | 11     | 12     |
| --------- | ----- | ----- | ----- | ----- | ----- | ----- | ----- | ------ | ------ | ------ | ------ | ------ | ------ | ------ | ------ | ------ | ------ | ------ | ------ |
| Feminino  |       |       |       |       |       |       |       |        |        |        |        |        |        |        |        | 1      |        |        |        |
| Masculino |       |       |       |       |       |       |       |        |        |        |        |        |        |        |        |        |        | 1      |        |

|  | Dia de competição |  | Dia de final |

## Eventos
- Torneio masculino (16 equipes)
- Torneio feminino (12 equipes)

## Sedes
Seis estádios foram confirmados como sedes das partidas. Os estádios representam Londres propriamente dita e outras regiões da Grã-Bretanha, nomeadamente o Sudeste, o Noroeste, o Nordeste da Inglaterra, as Midlands, a Escócia e o País de Gales. Apenas as regiões Leste e Sudoeste da Inglaterra e a província da Irlanda do Norte não foram representadas.
|                                                               |                                                   |                                                             |
|                                                               |                                                   |                                                             |
| Estádio de Wembley Local: Londres Capacidade: 90 000          | Old Trafford Local: Manchester Capacidade: 76 212 | Millenium Stadium Local: Cardiff Capacidade: 74 500         |
|                                                               |                                                   |                                                             |
| St. James' Park Local: Newcastle upon Tyne Capacidade: 52 387 | Hampden Park Local: Glasgow Capacidade: 52 103    | City of Coventry Stadium Local: Coventry Capacidade: 32 500 |

## Qualificação
Masculino
| Torneio                                 | Data de encerramento    | Sede                  | Vagas | Classificados                              |
| --------------------------------------- | ----------------------- | --------------------- | ----- | ------------------------------------------ |
| País-sede                               | –                       | –                     | 1     | Grã-Bretanha                               |
| Eliminatórias da AFC                    | 14 de março de 2012     | Sem sede fixa         | 3     | Coreia do Sul Japão Emirados Árabes Unidos |
| Campeonato Africano Sub-23 de 2011      | 10 de dezembro de 2011  | Marrocos              | 3     | Gabão Marrocos Egito                       |
| Eliminatórias da CONCACAF               | 2 de abril de 2012      | Estados Unidos        | 2     | Honduras México                            |
| Campeonato Sul-Americano Sub-20 de 2011 | 12 de fevereiro de 2011 | Peru                  | 2     | Brasil Uruguai                             |
| Eliminatórias da OFC                    | 25 de março de 2012     | Nova Zelândia         | 1     | Nova Zelândia                              |
| Campeonato Europeu Sub-21 de 2011       | 25 de junho de 2011     | Dinamarca             | 3     | Espanha Suíça Bielorrússia                 |
| Repescagem AFC-CAF                      | 23 de abril de 2012     | Coventry, Reino Unido | 1     | Senegal                                    |
| TOTAL                                   |                         |                       | 16    |                                            |

Feminino
| Torneio                                          | Data                   | Sede     | Vagas | Classificados          |
| ------------------------------------------------ | ---------------------- | -------- | ----- | ---------------------- |
| País-sede                                        | –                      | –        | 1     | Grã-Bretanha           |
| Eliminatórias da AFC                             | Setembro de 2011       | China    | 2     | Coreia do Norte Japão  |
| Eliminatórias da CAF                             | Setembro de 2011       | –        | 2     | África do Sul Camarões |
| Eliminatórias da CONCACAF                        | 2012                   | Canadá   | 2     | Estados Unidos Canadá  |
| Campeonato Sul-Americano de 2010                 | 21 de novembro de 2010 | Equador  | 2     | Brasil Colômbia        |
| Eliminatórias da OFC                             | 2012                   | –        | 1     | Nova Zelândia          |
| UEFA (Copa do Mundo de Futebol Feminino de 2011) | 17 de julho de 2011    | Alemanha | 2     | França Suécia          |
| TOTAL                                            |                        |          | 12    |                        |

## Medalhistas
| Evento             | Ouro | Prata | Bronze |
| ------------------ | --- | --- | --- |
| Masculino detalhes | José de Jesús Corona Israel Jiménez Carlos Salcido Hiram Mier Dárvin Chávez Héctor Herrera Javier Cortés Marco Fabián Oribe Peralta Giovani dos Santos Javier Aquino Raúl Jiménez Diego Reyes Jorge Enríquez Néstor Vidrio Miguel Ángel Ponce Néstor Araujo José Antonio Rodríguez MEX México | Gabriel Rafael Thiago Silva Juan Jesus Sandro Marcelo Lucas Rômulo Leandro Damião Oscar Neymar Hulk Bruno Uvini Danilo Alex Sandro Ganso Alexandre Pato Neto BRA Brasil                                                                                       | Jung Sung-ryong Oh Jae-suk Yun Suk-young Kim Young-gwon Kim Kee-hee Ki Sung-yueng Kim Bo-kyung Baek Sung-dong Ji Dong-won Park Chu-young Nam Tae-hee Hwang Seok-ho Koo Ja-cheol Kim Chang-soo Park Jong-woo Jung Woo-young Kim Hyun-sung Lee Bum-young KOR Coreia do Sul                      |
| Feminino detalhes  | Hope Solo Heather Mitts Christie Rampone Becky Sauerbrunn Kelley O'Hara Amy LePeilbet Shannon Boxx Amy Rodriguez Heather O'Reilly Carli Lloyd Sydney Leroux Lauren Cheney Alex Morgan Abby Wambach Megan Rapinoe Rachel Buehler Tobin Heath Nicole Barnhart USA Estados Unidos                | Miho Fukumoto Yukari Kinga Azusa Iwashimizu Saki Kumagai Aya Sameshima Mizuho Sakaguchi Kozue Ando Aya Miyama Nahomi Kawasumi Homare Sawa Shinobu Ohno Kyoko Yano Karina Maruyama Asuna Tanaka Megumi Takase Mana Iwabuchi Yūki Ōgimi Ayumi Kaihori JPN Japão | Karina LeBlanc Chelsea Stewart Carmelina Moscato Robyn Gayle Kaylyn Kyle Rhian Wilkinson Diana Matheson Candace Chapman Lauren Sesselmann Desiree Scott Christine Sinclair Sophie Schmidt Melissa Tancredi Kelly Parker Jonelle Filigno Brittany Timko Erin McLeod Marie-Eve Nault CAN Canadá |

## Quadro de medalhas
| Ordem | País               | Medalha de ouro | Medalha de prata | Medalha de bronze |   |
| ----- | ------------------ | --------------- | ---------------- | ----------------- | - |
| 1     | MEX México         | 1               |                  |                   | 1 |
|       | USA Estados Unidos | 1               |                  |                   | 1 |
| 3     | BRA Brasil         |                 | 1                |                   | 1 |
|       | JPN Japão          |                 | 1                |                   | 1 |
| 5     | CAN Canadá         |                 |                  | 1                 | 1 |
|       | KOR Coreia do Sul  |                 |                  | 1                 | 1 |
| TOTAL | TOTAL              | 2               | 2                | 2                 | 6 |

## Fatos e destaques

Ryan Giggs na partida contra a Coreia do Sul em 4 de agosto.

- No dia 25 de julho, a brasileira Cristiane tornou-se a maior artilheira da história dos Jogos Olímpicos, ao marcar o seu 11º gol na competição.[6]

- Em 29 de julho, o Uruguai sofreu sua primeira derrota na história dos Jogos Olímpicos, ao perder para Senegal por 2–0.[7]

- Também em 29 de julho, o galês Ryan Giggs, titular da Seleção Britânica, estabeleceu dois recordes: o jogador mais velho a disputar o torneio olímpico de futebol e o mais velho a marcar um gol nessa competição, na partida contra os Emirados Árabes.[8]